# Décès en novembre 2006
Décès
- 2002
- 2003
- 2004
- 2005
- 2006
- 2007
- 2008
- 2009
- 2010

Pour une information complémentaire, voir la page d'aide.

| Date          | Nom                           | Activités | Âge | Source           |
| ------------- | ----------------------------- | --- | --- | ---------------- |
| 1er novembre  | Bettye Ackerman               | actrice américaine | 82  |                  |
| 1er novembre  | Jean-Baptiste Colonna         | le "parrain de la Corse" | 67  |                  |
| 1er novembre  | Adrienne Shelly               | actrice et réalisatrice américaine | 40  |                  |
| 1er novembre  | Hilda van Stockum             | écrivaine et illustratrice néerlandaise | 98  |                  |
| 1er novembre  | William Styron                | romancier américain | 81  |                  |
| 1er novembre  | Silvio Varviso                | chef d'orchestre suisse | 82  |                  |
| 2 novembre    | Adrien Douady                 | mathématicien français | 71  |                  |
| 2 novembre    | Paul Géroudet                 | ornithologue, naturaliste et écrivain suisse | 89  |                  |
| 2 novembre    | Jean Hayet                    | comédien belge | 66  |                  |
| 2 novembre    | Annie Legrand                 | actrice française | 85  |                  |
| 2 novembre    | Leonard Schrader (en)         | scénariste américain | 62  |                  |
| 3 novembre    | Bernard Frank                 | écrivain et journaliste français | 77  |                  |
| 3 novembre    | Albrecht von Goertz (en)      | concepteur automobile américain | 91  |                  |
| 3 novembre    | Paul Mauriat                  | chef d'orchestre français | 81  |                  |
| 3 novembre    | Marie Rudisill                | écrivaine américaine | 95  |                  |
| 3 novembre    | Alberto Spencer               | Footballeur international équatorien et uruguayen.                                                                                                 | 68  |                  |
| 4 novembre    | Ernestine Gilbreth Carey (en) | écrivaine américaine | 98  |                  |
| 4 novembre    | Guy Ourisson                  | chimiste français | 80  |                  |
| 4 novembre    | Sergi López Segú              | Footballeur espagnol. | 39  | (es)             |
| 4 novembre    | Chen Ting-nan                 | homme politique taïwanais. Ministre de la Justice de 2002 à 2004.                                                                                  | 63  |                  |
| 5 novembre    | Bülent Ecevit                 | Premier ministre de la Turquie en 1974, 1977, de 1978 à 1979 et de 1999 à 2002.                                                                    | 81  |                  |
| 5 novembre    | Pietro Rava                   | footballeur italien | 90  |                  |
| 6 novembre    | Nelson S. Bond                | auteur de science-fiction américain | 97  |                  |
| 6 novembre    | Sir Allen Fairhall (en)       | homme politique australien. Ministre de la Défense de 1966 à 1969.                                                                                 | 95  |                  |
| 6 novembre    | Francisco Fernández Ochoa     | skieur alpin espagnol | 56  |                  |
| 7 novembre    | Guy Degrenne                  | industriel français | 81  |                  |
| 7 novembre    | Paul Pernin                   | homme politique français. Député UDF de Paris de 1978 à 1986. Maire-adjoint de Paris et maire du 12e arrondissement de 1983 à 1995.                | 92  |                  |
| 7 novembre    | Jean-Jacques Servan-Schreiber | journaliste et homme politique français | 82  |                  |
| 8 novembre    | Basil Poledouris              | compositeur américain | 61  |                  |
| 8 novembre    | Sergueï Ivanovitch Smirnov    | peintre soviétique puis russe | 53  | (it)             |
| 9 novembre    | Ed Bradley                    | journaliste américain | 65  |                  |
| 9 novembre    | Ibrahima Dieng                | homme politique guinéen. Ministre de la Sécurité depuis le 29 mai 2006                                                                             | 53  |                  |
| 9 novembre    | Marian Marsh                  | actrice américaine | 93  |                  |
| 9 novembre    | Markus Wolf                   | ancien espion allemand. Ancien dirigeant de la Stasi.                                                                                              | 83  |                  |
| 10 novembre   | Anicée Alvina                 | comédienne et chanteuse française | 53  |                  |
| 10 novembre   | Maurice Floquet               | l'un des 5 derniers poilus français | 111 |                  |
| 10 novembre   | Gerald Levert                 | chanteur américain | 40  |                  |
| 10 novembre   | Hans-Peter Minetti            | acteur allemand | 80  |                  |
| 10 novembre   | Jack Palance                  | acteur américain d'origine ukrainienne | 87  |                  |
| 10 novembre   | Igor Sergeyev                 | homme politique russe. Ministre de la Défense de 1997 à 2001.                                                                                      | 68  |                  |
| 10 novembre   | Jack Williamson               | écrivain américain | 98  |                  |
| 11 novembre   | Belinda Emmett                | actrice et chanteuse australienne | 32  |                  |
| 11 novembre   | Ronnie Stevens                | acteur britannique | 81  | (en)             |
| 12 novembre   | Andrée Champeaux              | comédienne et directrice de casting française | 99  |                  |
| 12 novembre   | Alphonse Halimi               | boxeur français | 74  |                  |
| 12 novembre   | Mario Merola                  | chanteur italien | 72  |                  |
| 12 novembre   | Adam Schaff                   | philosophe polonais | 93  |                  |
| 13 novembre   | René Laubiès                  | peintre français | 82  |                  |
| 14 novembre   | Oqtay Agayev                  | chanteur soviétique puis azerbaïdjanais | 72  | (en)             |
| 14 novembre   | Bertrand Poirot-Delpech       | journaliste, essayiste et romancier français | 77  |                  |
| 15 novembre   | Maurice Blondel               | joueur et entraîneur de football français | 88  |                  |
| 15 novembre   | Ivan Marković                 | entraîneur de football yougoslave puis croate | 78  | (de)             |
| 15 novembre   | René Sterne                   | auteur de bandes dessinées belge | 54  |                  |
| 16 novembre   | Milton Friedman               | économiste américain | 94  |                  |
| 16 novembre   | Iouri Levada                  | sociologue russe | 76  |                  |
| 16 novembre   | John Veale                    | compositeur anglais | 84  |                  |
| 16 novembre   | André Vieuguet                | homme politique français | 89  |                  |
| 17 novembre   | Ruth Brown                    | chanteuse américaine | 78  |                  |
| 17 novembre   | Henriette Major               | écrivaine québécoise | 73  |                  |
| 17 novembre   | Ferenc Puskás                 | Footballeur international hongrois et espagnol. | 79  |                  |
| 17 novembre   | Vadim Zagladine               | homme politique et idéologue soviétique puis russe                                                                                                 | 79  | [réf. souhaitée] |
| 18 novembre   | Lee Dong-won                  | homme politique sud-coréen. Ministre des Affaires étrangères de 1964 à 1966.                                                                       | 80  |                  |
| 19 novembre   | Geneviève Delachenal          | sœur de l'ancien président français François Mitterrand                                                                                            | 86  |                  |
| 19 novembre   | Francis Girod                 | cinéaste français | 61  |                  |
| 19 novembre   | Julia Houde                   | doyenne des québécois | 112 |                  |
| 19 novembre   | Mohd Khir Johari              | homme politique malaisien. L'un des pères fondateurs de la Malaisie. Ancien ministre de l'Éducation.                                               | 83  |                  |
| 19 novembre   | Smith Hempstone Jr.           | journaliste et homme politique américain. Ambassadeur au Kenya de 1989 à 1993.                                                                     | 77  |                  |
| 19 novembre   | Charles Marq                  | maître-verrier, peintre et graveur français | 83  |                  |
| 19 novembre   | Francesc Mitjans              | architecte espagnol | 97  |                  |
| 19 novembre   | Ernest Pusey (en)             | l'un des 16 derniers vétérans américains de la Première Guerre mondiale. Le 3e homme le plus âgé au monde.                                         | 111 |                  |
| 19 novembre   | Jeremy Slate                  | acteur et scénariste américain | 80  |                  |
| 20 novembre   | Robert Altman                 | réalisateur américain | 81  |                  |
| 20 novembre   | Sir Edward Ford               | secrétaire particulier du roi George VI et d'Élisabeth II de 1946 à 1967.                                                                          | 97  |                  |
| 20 novembre   | Andre Waters (en)             | footballeur américain | 44  |                  |
| 21 novembre   | Hassan Gouled Aptidon         | président de Djibouti de 1977 à 1999. | 90  |                  |
| 21 novembre   | Philippe Farine               | homme politique français. Député (MRP) des Basses-Alpes de 1946 à 1951, ancien conseiller (PS) de Paris et membre du Haut Conseil à l'intégration. | 89  |                  |
| 21 novembre   | Pierre Gemayel                | homme politique libanais | 34  |                  |
| 21 novembre   | René Gerber                   | maître de musique, compositeur d'opéras, de musique de chambre et de musique pour orchestre suisse                                                 | 98  |                  |
| 21 novembre   | Robert Lockwood Jr.           | guitariste américain | 91  |                  |
| 22 novembre   | Gilles Grégoire               | homme politique québécois | 80  |                  |
| 22 novembre   | Jacob Markiel                 | peintre français d'origine polonaise | 95  |                  |
| 22 novembre   | John Peyton                   | homme politique britannique. Ministre des Transports de 1970 à 1974.                                                                               | 87  |                  |
| 23 novembre   | Jesus Blancornelas            | journaliste mexicain | 70  |                  |
| 23 novembre   | Betty Comden                  | scénariste et auteur américaine | 89  |                  |
| 23 novembre   | Alexandre Litvinenko          | ancien espion russe | 43  |                  |
| 23 novembre   | Philippe Noiret               | acteur français | 76  |                  |
| 23 novembre   | Anita O'Day                   | chanteuse américaine | 87  |                  |
| 23 novembre   | Willie Pep                    | boxeur américain | 84  |                  |
| 24 novembre   | Gilbert Benausse              | joueur de rugby à XIII français | 74  |                  |
| 24 novembre   | Robert McFerrin               | baryton américain. Père du chanteur américain Bobby McFerrin.                                                                                      | 85  |                  |
| 24 novembre   | Alain Engouang Nzé            | journaliste et homme politique gabonais. Ancien candidat à l'élection présidentielle de 1998.                                                      | 48  |                  |
| 24 novembre   | Othello Radou                 | peintre abstrait français. | 96  |                  |
| 24 novembre   | Adriano Spencer               | footballeur capverdien et portugais. | 47  |                  |
| 25 novembre   | Luciano Bottaro               | dessinateur de bande dessinée italien | 75  |                  |
| 25 novembre   | Valentín Elizalde             | chanteur mexicain | 36  |                  |
| 26 novembre   | Mário Cesariny                | peintre et poète portugais | 83  |                  |
| 26 novembre   | Dave Cockrum                  | dessinateur américain | 63  |                  |
| 26 novembre   | Isaac Gálvez                  | coureur cycliste espagnol | 31  |                  |
| 27 novembre   | Bebe Moore Campbell           | auteur américaine. Mère de l'actrice américaine Maia Campbell.                                                                                     | 56  |                  |
| 27 novembre   | Albert Durand                 | footballeur français | 69  |                  |
| 27 novembre   | Annie Knight (en)             | doyenne des britanniques | 111 |                  |
| 28 novembre   | Max Merkel                    | joueur et entraîneur de football autrichien | 87  |                  |
| 28 novembre   | Lioubov Polichtchouk          | actrice russe | 57  |                  |
| 28 novembre   | Primo Volpi                   | coureur cycliste italien | 90  |                  |
| 29 novembre   | Rosalie Bradford              | ancien femme américaine, la plus lourde du monde et détentrice du record de la plus grosse perte de poids au Monde.                                | 63  |                  |
| 29 novembre   | Allen Carr                    | auteur britannique | 72  |                  |
| 29 novembre   | Leon Niemczyk                 | acteur polonais | 83  |                  |
| 30 novembre   | Shirley Walker                | compositrice américaine | 61  |                  |
| date inconnue | Óscar Montalvo                | footballeur international péruvien devenu entraîneur                                                                                               | 69  |                  |